# Vágó István (villamosmérnök)
Vágó István (Budapest, 1924. november 28. – Budapest, 2019. május 27.) magyar villamosmérnök, egyetemi tanár; a műszaki tudományok kandidátusa (1965) és doktora (1971).

## Életútja
1946 és 1950 között a Budapesti Műszaki Egyetem Villamosmérnöki Karán végezte felsőfokú tanulmányait. A Laub Elektromos Gyár műszaki tisztviselője, hadmérnök, majd a BHG tervezőmérnöke volt. 1958-től a BME elméleti villamosságtan tanszékén adjunktus, docens. 1972 és 1990 között a Kandó Kálmán Villamosipari Műszaki Főiskolán egyetemi tanár. 1967–73 és 1975–79 között a BME Villamosmérnöki Karának dékánhelyettese, majd 1979-1985 között dékánja. 1986 és 1990 között a Kandó Kálmán Műszaki Főiskola főigazgatója volt. 1990-ben nyugdíjba vonult. Fő kutatási területe elektromágneses terek, antennák, távvezetékek-hálózatok, villamos-hálózatok.

## Díjai
- Pollák-Virág-díj (1967)

## Művei
- Graph Theory Application to the Calculation of Electrical Networks (1985)
- Electromagnetic Fields (1998)